# Scharlaken vliegenvanger
De scharlaken vliegenvanger (Petroica boodang) is een zangvogel uit de familie Petroicidae (Australische vliegenvangers).

## Verspreiding en leefgebied
Deze soort is endemisch in Australië en telt drie ondersoorten:
- P. b. leggii: oostelijk Tasmanië en Flinderseiland in de Straat Bass.
- P. b. campbelli: zuidwestelijk Australië.
- P. b. boodang: zuidoostelijk Australië.

## Status
De grootte van de populatie is niet gekwantificeerd maar de soort wordt omschreven als plaatselijk vrij algemeen. Op de Rode lijst van de IUCN heeft deze soort de status niet bedreigd.